# Saint-Christophe-de-Valains
Saint-Christophe-de-Valains (bretonisch: Sant-Kristol-Gwalen) ist eine französische Gemeinde mit 230 Einwohnern (Stand 1. Januar 2022) im Département Ille-et-Vilaine in der Region Bretagne.
Die Gemeinde liegt etwa 37 Kilometer nordöstlich von Rennes und 35 Kilometer südlich vom Mont Saint-Michel am Ufer des Flusses Minette.

## Bevölkerungsentwicklung
| Jahr                       | 1962 | 1968 | 1975 | 1982 | 1990 | 1999 | 2009 | 2017 |
| Einwohner                  | 164  | 151  | 129  | 107  | 106  | 138  | 211  | 225  |
| Quellen: Cassini und INSEE |      |      |      |      |      |      |      |      |

## Sehenswürdigkeiten
Siehe: Liste der Monuments historiques in Saint-Christophe-de-Valains

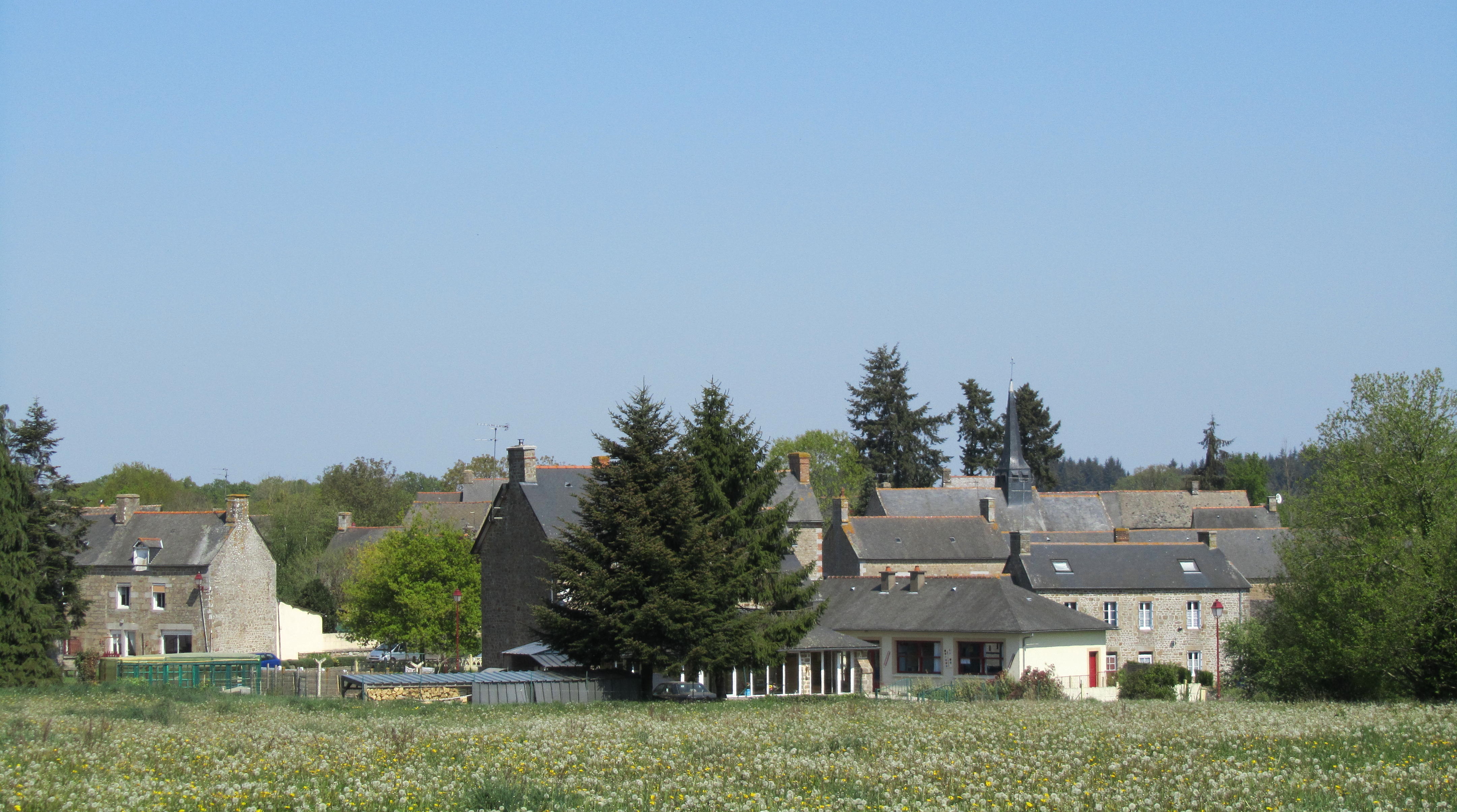
Blick auf den Ort
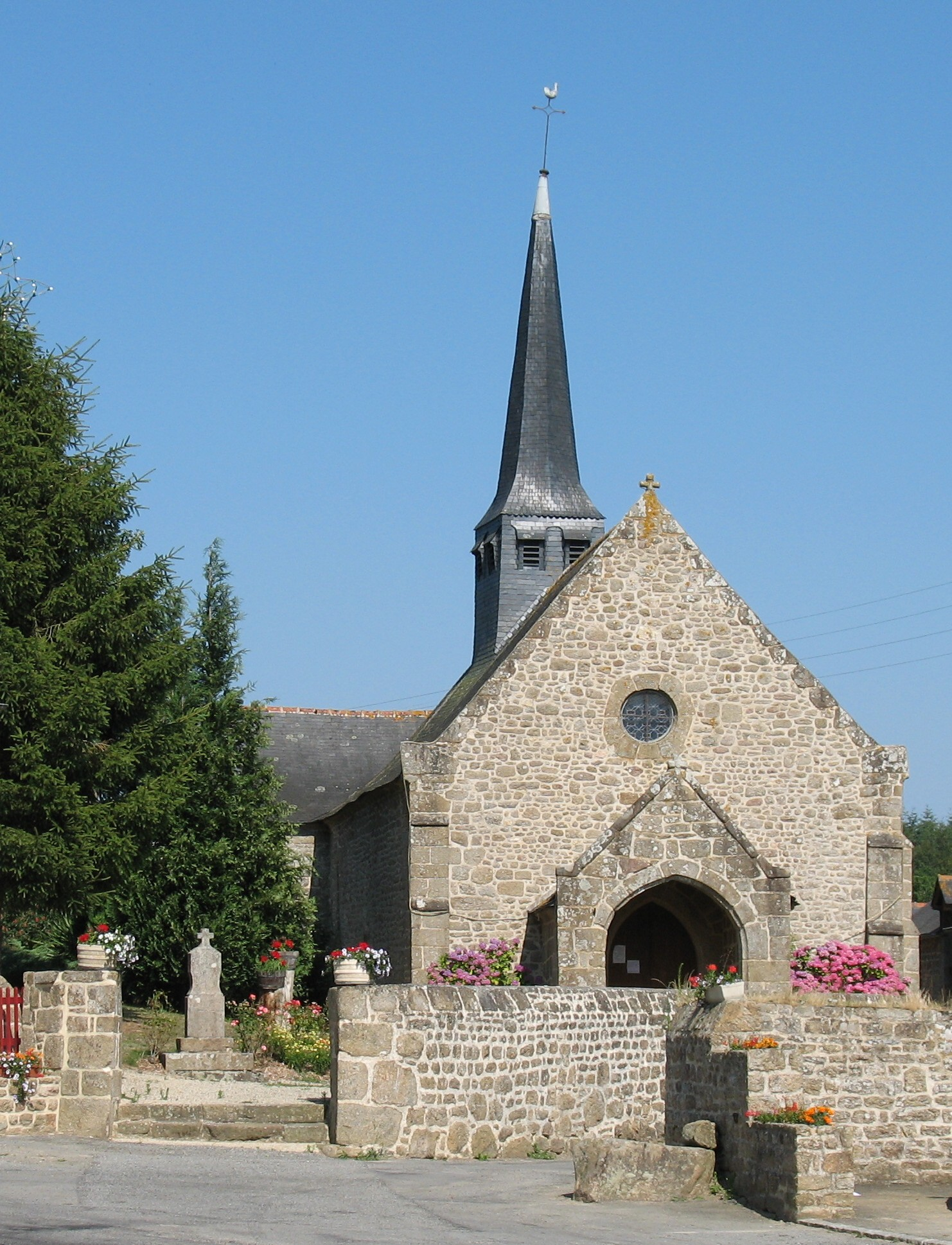
Kirche Saint-Christophe
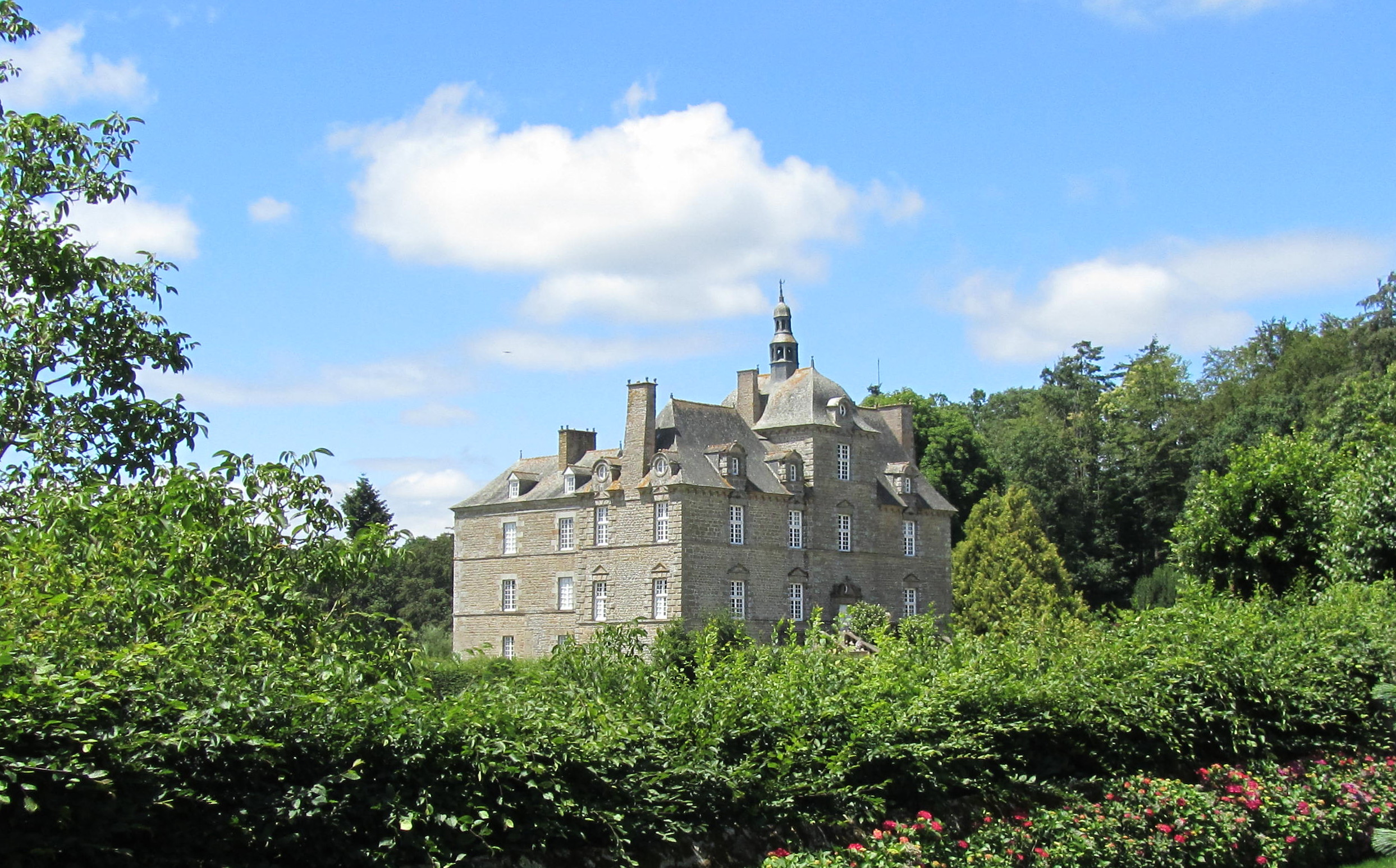
Château de La Bélinaye